# Bonsmoulins
Bonsmoulins ist eine französische Gemeinde mit 232 Einwohnern (Stand: 1. Januar 2022) im Département Orne in der Region Normandie. Sie gehört zum Kanton Tourouvre au Perche im Arrondissement Mortagne-au-Perche. 

## Lage
Die Gemeinde Bonsmoulins liegt in der Landschaft Perche am oberen Iton, 16 Kilometer südwestlich von L’Aigle. Nachbargemeinden von Bonsmoulins sind Bonnefoi im Nordosten, Les Genettes im Osten, Soligny-la-Trappe im Südosten, Saint-Aquilin-de-Corbion im Südwesten, Moulins-la-Marche im Westen und La Ferrière-au-Doyen im Nordwesten.

## Bevölkerungsentwicklung
| Jahr                       | 1962 | 1968 | 1975 | 1982 | 1990 | 1999 | 2006 | 2012 | 2021 |
| -------------------------- | ---- | ---- | ---- | ---- | ---- | ---- | ---- | ---- | ---- |
| Einwohner                  | 211  | 204  | 176  | 144  | 156  | 213  | 218  | 253  | 232  |
| Quellen: Cassini und INSEE |      |      |      |      |      |      |      |      |      |

## Sehenswürdigkeiten

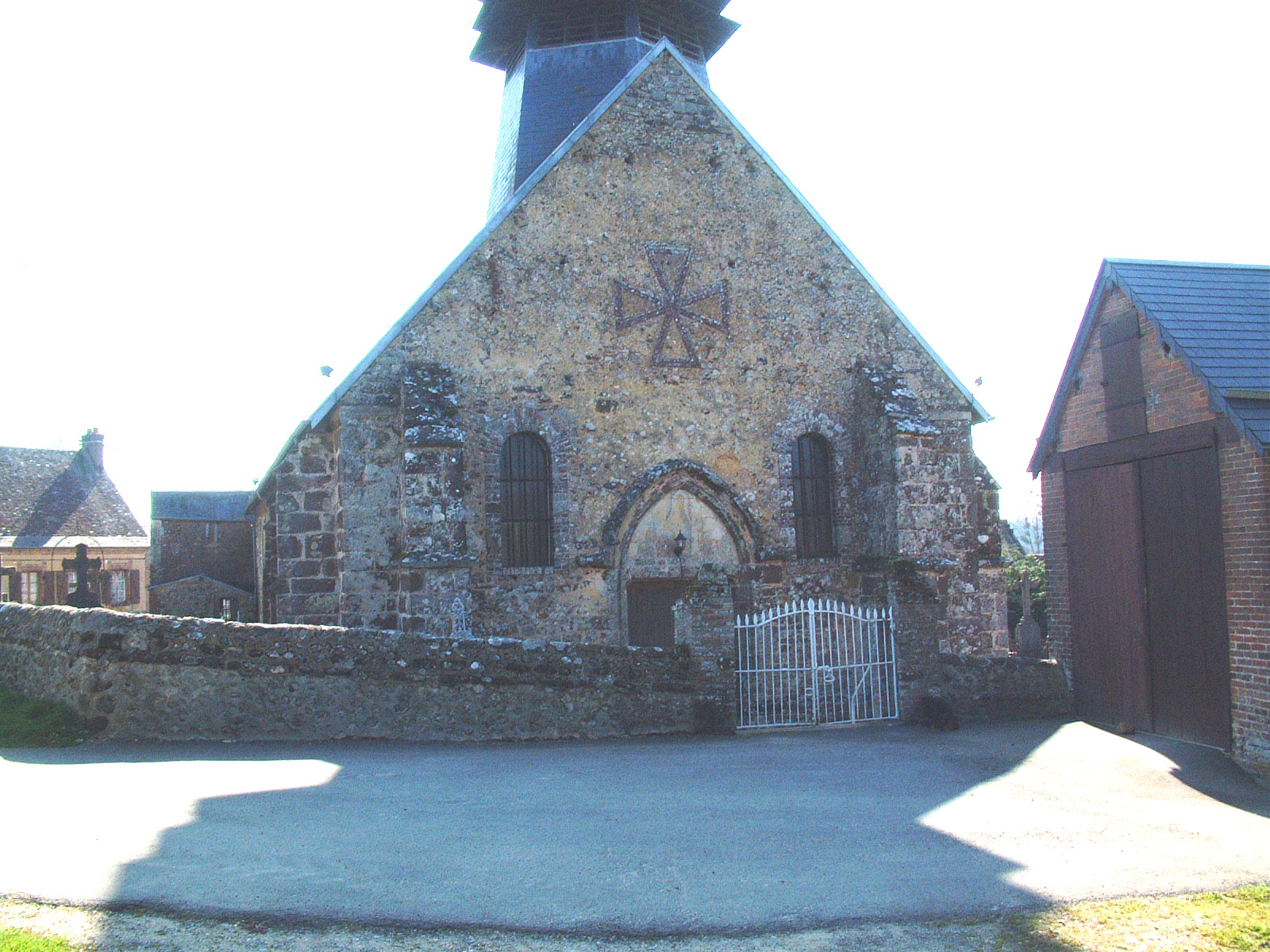
Kirche Mariä Himmelfahrt
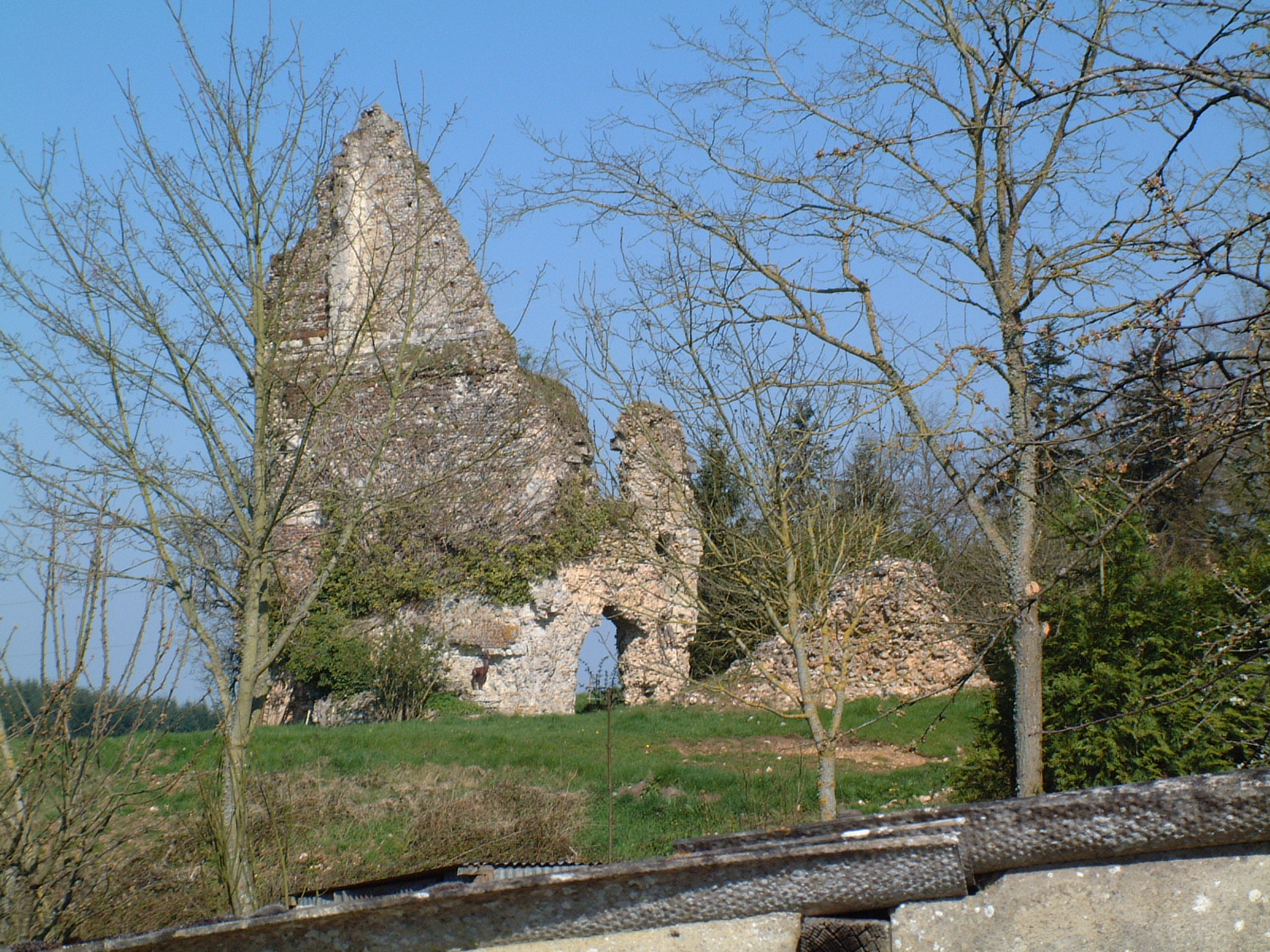
Burgruine

- Kirche Mariä Himmelfahrt
- Burgruine